# Robert Burke
Modèle:Voir homonmes
 (juin 2024).
Le contenu est difficilement compréhensible vu les erreurs de traduction, qui sont peut-être dues à l'utilisation d'un logiciel de traduction automatique.
Robert Peter Burke, né en 1962 , est un amiral à la retraite de la marine américaine. Il occupe le poste de commandant des forces navales des États-Unis en Europe et en Afrique, ainsi que celui de commandant des forces interarmées alliées de Naples, du 17 juillet 2020 au 27 juin 2022. Il a été le 58e chef du personnel naval du 27 mai 2016 au 23 mai 2019, et a ensuite servi en tant que vice-Patron des opérations navales du 10 juin 2019 au 29 mai 2020.
Le 31 mai 2024, Peter Burke est arrêté pour avoir accepté des pots-de-vin alors qu'il était commandant des forces navales américaines en Europe-Afrique,.

## Première vie et éducation
Burke grandit à Portage, Michigan. Il obtient un baccalauréat et d'une maîtrise en génie électrique de l'université de l'Ouest du Michigan et de l'université du centre de la Floride[réf. nécessaire].

## Carrière navale
Les missions opérationnelles de Robert Burke incluent des services à bord de sous-marins d'attaque et de sous-marins à missiles balistiques, tels que l'USS Von Steuben (SSBN-632), l'USS Maryland et l'USS Bremerton. Il est déployé dans l'Arctique, l'Atlantique Nord, la Méditerranée et le Pacifique occidental[réf. nécessaire].
Robert Burke commandait USS Hampton (SSN-767) à Norfolk dans l'Etat de Virginie, et était commandant du Submarine Development Squadron (DEVRON) 12 à Groton, Connecticut. Durant son commandement, il a été honoré par la Ligue sous-marine des États-Unis avec le prix Jack Darby pour son leadership en 2004, ainsi que le prix du vice-amiral James Bond Stockdale pour son leadership inspirant en 2005.
Les missions de Robert Burke occupe également les postes d'instructeur et de directeur de la division de génie électrique au département des officiers de la Naval Nuclear Power School à Orlando, en Floride; de membre junior du comité d'examen de la propulsion nucléaire de la flotte du Pacifique; ainsi que de gestionnaire de la communauté des officiers sous-marins et du programme des officiers nucléaires au bureau du directeur de la Division des plans et des politiques du personnel militaire (N13)[réf. nécessaire]..
Par suite, Robert Burke occupe des postes en tant que membre principal de l'équipe d'évaluation de l'état de préparation tactique, ainsi qu'au sein de l'état-major du commandant de la force sous-marine de la flotte américaine de l'Atlantique. ; en tant que directeur adjoint de la direction des opérations, de la stratégie et de la politique (J5), au Commandement des forces interarmées des États-Unis ; Puis en tant occupé directeur de la division de distribution d'énergie sous-marine et nucléaire (PERS-42) et de gestionnaire du programme de propulsion nucléaire (N133). Il sert comme directeur des opérations interarmées et de flotte (N3/N5) au Commandement des forces de la flotte des États-Unis. En outre, il a été commandant adjoint de la Sixième flotte des États-Unis, directeur des opérations (N3) des forces navales des États-Unis en Europe et en Afrique, et commandant du groupe sous-marin 8[réf. nécessaire].
Le 24 août 2020, Burke reçoit le titre d'Officier honoraire de l'Ordre d'Australie, « Pour un service distingué dans le renforcement de l'alliance militaire entre l'Australie et les États-Unis d'Amérique ».
Burke prend sa retraite de la marine en 2022.

## Arrestation
Après avoir pris sa retraite de la Marine, Burke rejoint Next Jump, un fournisseur de services aux entreprises.
Burke est arrêté le 31 mai 2024. Un communiqué de presse du ministère de la Justice révèle qu'il aurait dirigé un contrat de la Marine vers une entreprise, présumément Next Jump, en échange d'un emploi après sa retraite,. Les co-PDG de Next Jump, Charles Kim et Meghan Messenger, sont également arrêtés.

## Prix et décorations
|             |             |  |
| Gold star   |             |  |
|             |             |  |
|             |             |  |
|             |             |  |
|             | Bronze star |  |
|             |             |  |
| Bronze star |             |  |
|             |             |  |
|             |             |  |
|             |             |  |

| Insigne d'officier de guerre sous-marine                                                                       |                                                                                            |                                                                     |
| Médaille du service distingué de la Défense \| Médaille du service distingué de la Marine avec une étoile d'or |                                                                                            |                                                                     |
| Médaille du service supérieur de la Défense                                                                    | Légion du mérite avec quatre étoiles                                                       | Médaille du service méritoire avec deux étoiles                     |
| Médaille d'éloge de la Marine et du Corps des Marines avec deux étoiles                                        | Médaille d'excellence de la Marine et du Corps des Marines avec deux étoiles               | Prix de l'unité méritoire interarmées                               |
| Mention élogieuse de l'unité de la Garde côtière avec le dispositif « O »                                      | Mention élogieuse de l'unité méritoire de la Marine avec deux étoiles de service en bronze | Ruban E Marine (2 récompenses)                                      |
| Médaille expéditionnaire de la Marine                                                                          | Médaille du service de la Défense nationale avec une étoile de service en bronze           | Médaille expéditionnaire de la guerre mondiale contre le terrorisme |
| Médaille du service de la guerre mondiale contre le terrorisme                                                 | Ruban de déploiement du service Navy Sea avec trois étoiles de service                     | Ruban de service de la Marine arctique                              |
| Ruban de service outre-mer de la Marine et du Corps des Marines avec étoile de service                         | Ordre d'Australie, Division militaire (Officier honoraire)                                 | Ruban de tir de pistolet de la marine                               |
| Insigne argenté de patrouille de dissuasion SNLE (14 récompenses)                                              |                                                                                            |                                                                     |
| Insigne de commandement en mer                                                                                 |                                                                                            |                                                                     |
| Insigne du Commandement des forces interarmées alliées de Naples                                               |                                                                                            |                                                                     |

La Naval Submarine League décerne à Robert Burke le Jack Darby Award for Leadership en 2004. Il reçoit en 2005, le prix du vice-amiral James Bond Stockdale pour son leadership inspirant en 2005[réf. nécessaire].